# Alectroenas madagascariensis
Alectroenas madagascariensis е вид птица от семейство Гълъбови (Columbidae).

## Разпространение
Видът е разпространен в Мадагаскар.